# Julie Harris
Julia Ann Julie Harris (Grosse Pointe, 2 de dezembro de 1925 - West Chatham, 24 de agosto de 2013) foi uma atriz norte-americana.
Ela ganhou cinco prêmios Tony, três Emmy do Primetime e um Grammy Award e foi nomeada a um Oscar. Em 1994, foi premiada com a Medalha Nacional das Artes. Foi membro do Teatro Municipal americano da Fama e recebeu em 2002 o Lifetime Achievement Especial Tony Award.

## Filmografia

### Televisão
- Actors Studio (4 episódios , 1948–1949)
- Starlight Theatre como Bernice (1 episódios , 1951)
- Goodyear Television Playhouse (2 episódios , 1951–1953)
- The United States Steel Hour como Shivawn (1 episódio, 1955)
- The Good Fairy (1956) como Lu
- The Lark (1957) como Joan of Arc
- Little Moon of Alban (1958) como Brigid Mary
- Johnny Belinda (1958) como Belinda
- A Doll's House (1959) como Nora Helmer
- Sunday Showcase como Francesca (1 episódio, 1960)
- Play of the Week (1 episódio, 1961)
- The Heiress (1961) como Catherine Sloper
- The DuPont Show of the Month como Julia (2 episódios , 1960–1961)
- The Power and the Glory (1961) como Maria
- Victoria Regina (1961) como Queen Victoria
- Pygmalion (1963) como Eliza Doolittle
- Little Moon of Alban (1964) como Brigid Mary
- Kraft Suspense Theatre como Lucy Bram (1 episódio, 1964)
- The Holy Terror (1965) como Florence Nightingale
- Rawhide como Emma Teall (1 episódio, 1965)
- Laredo como Annamay (1 episódio, 1965)
- Bob Hope Presents the Chrysler Theatre como Isobel Cain (1 episódio, 1966)
- Anastasia (1967) como Anastasia
- Garrison's Gorillas como Therese (1 episódio, 1968)
- Run for Your Life como Lucrece Lawrence (1 episódio, 1968)
- Tarzan como Charity Jones (4 episódios , 1967–1968)
- Daniel Boone como Faith (1 episódio, 1968)
- Bonanza como Sarah Carter (1 episódio, 1968)
- The Big Valley como Jennie Hall (1 episódio, 1968)
- Journey to the Unknown como Leona Gillings (1 episódio, 1969)
- House on Greenapple Road (1970) como Leona Miller
- The Name of the Game como Ruth Harmon (2 episódios, 1969–1970)
- How Awful About Allan (1970) como Katherine
- The Virginian como Jenny (1 episódio, 1971)
- Home for the Holidays (1972) como Elizabeth Hall Morgan
- Thicker Than Water como Nellie Paine (9 episódios, 1973)
- Medical Center como Helen (1 episódio, 1973)
- Columbo: Any Old Port in a Storm como Karen Fielding (1 episódio, 1973)
- Hawkins como Janet Hubbard (1 episódio, 1973)
- The Evil Touch como Aunt Carrie (2 episódios, 1973)
- The Greatest Gift (1974) como Elizabeth Holvak
- The Family Holvak como Elizabeth Holvak (10 episódios, 1975)
- Match Game as herself (1975) (5 episódios  diários  & 1 episódios  especial)
- The Belle of Amherst (1976) como Emily Dickinson
- The Last of Mrs. Lincoln (1976) como Mary Todd Lincoln
- Stubby Pringle's Christmas (1978) como Georgia Henderson
- Backstairs at the White House como Mrs. Helen 'Nellie' Taft (1 episódio, 1979)
- Tales of the Unexpected como Mrs. Bixby (2 episódios, 1979)
- The Gift (1979) como Anne Devlin
- Family Ties como Margaret Hollings (1 episódio, 1986)
- The Love Boat como Irene Culver (1 episódio, 1987)
- Knots Landing como Lilimae Clements (165 episódios, 1980–1987)
- The Woman He Loved (1988) como Alice
- Too Good to Be True (1988) como Margaret Berent
- The Christmas Wife (1988) como Iris
- Single Women Married Men (1989) como Lucille Frankyl
- The Civil War como Mary Chesnut (9 episódios, 1990)
- They've Taken Our Children: The Chowchilla Kidnapping (1993) como Odessa Ray
- When Love Kills: The Seduction of John Hearn (1993) como Alice Hearn
- Scarlett como Eleanor Butler (1 episódio, 1994)
- One Christmas (1994) como Sook
- Lucifer's Child (1995) como Isak Dinesen
- Secrets (1995) como Caroline Phelan
- Little Surprises (1996) como Ethel
- The Christmas Tree (1996) como Sister Anthony
- Ellen Foster (1997) como Leonora Nelson
- The Outer Limits como Hera (1 episódio, 1998)
- Love Is Strange (1999) como Sylvia McClain